# Gunnar Engkvist
Johan Gunnar Vilhelm Engkvist, född 25 januari 1906 i Markaryd, död 12 december 1987 i Norra Åkarps församling, Hässleholms kommun var en svensk riksdagspolitiker (s).
Engkvist var ledamot av riksdagens andra kammare 1949-1970 för Kristianstads läns valkrets. Han var också ledamot av den nya enkammarriksdagen 1971. Han var även landstingsledamot samt ordförande i kommunfullmäktige.